# Baron Greenway
Baron Greenway, of Stanbridge Earls in the County of Southampton, ist ein erblicher britischer Adelstitel in der Peerage of the United Kingdom.

## Verleihung und nachgeordnete Titel
Der Titel wurde am 18. Januar 1927 für Sir Charles Greenway, 1. Baronet, einen der Gründer der Anglo-Persian Oil Company geschaffen. 
Dieser war bereits seit dem 20. Mai 1919 Baronet, of Stanbridge Earls in the County of Southampton. Dieser Titel, der zur Baronetage of the United Kingdom gehört, wird seit 1927 als nachgeordneter Titel vom jeweiligen Baron geführt.

## Liste der Barone Greenway (1927)
- Charles Greenway, 1. Baron Greenway (1857–1934)
- Charles Kelvynge Greenway, 2. Baron Greenway (1888–1963)
- Charles Paul Greenway, 3. Baron Greenway (1917–1975)
- Ambrose Charles Drexel Greenway, 4. Baron Greenway (* 1941)

Mutmaßlicher Titelerbe (Heir Presumptive) ist der jüngere Bruder des jetzigen Barons, Hon. Nigel Paul Greenway (* 1944).